# اصوالحة (أولاد سي احسين)
اصوالحة هو دُوَّار يقع بجماعة أولاد سيدي علي بن يوسف، إقليم الجديدة، جهة الدار البيضاء سطات في المملكة المغربية. ينتمي الدوّار لمشيخة أولاد سي احسين التي تضم 9 دواوير. يقدر عدد سكانه بـ 204 نسمة حسب الإحصاء الرسمي للسكان والسكنى لسنة 2004.

## روابط خارجية
- البوابة الوطنية للجماعات الترابية
- المندوبية السامية للتخطيط